# Le Ritord
Le Ritord est un sommet des Alpes valaisannes. Il fait partie du chaînon du Grand Combin. Ce sommet est situé en Suisse dans le canton du Valais et sur la commune de Bourg-Saint-Pierre.